# Forcipomyia frutetorum
Forcipomyia frutetorum är en tvåvingeart som först beskrevs av Johannes Winnertz 1852.  Forcipomyia frutetorum ingår i släktet Forcipomyia och familjen svidknott. Inga underarter finns listade i Catalogue of Life.